# Andrew Stadler
Andrew Michael Stadler (Wauwatosa, 1º maggio 1988) è un ex calciatore statunitense, di ruolo attaccante.

## Carriera
Stadler ha iniziato a giocare a calcio nel Polonia Youth Soccer Club, una squadra di calcio del natio Wisconsin fondata dal nonno polacco che immigrò negli Stati Uniti durante la seconda guerra mondiale. Dopo aver frequentato l'high school, ha ricevuto una borsa di studio per entrare alla George Washington University e unirsi alla squadra calcistica maschile dell'ateneo. Qui è rimasto per tre anni, segnando 35 gol in 60 partite.
Dopo aver conseguito la laurea, non è stato ingaggiato da nessuna squadra americana, così ha iniziato a lavorare come portiere di albergo. Tuttavia, un amico lo ha poi contattato proponendogli di giocare nel Färila IF, sesta serie svedese, offerta che Stadler ha accettato.
Al Färila è rimasto solo il tempo di disputare poche partite, dato che quasi immediatamente è salito di categoria passando in quarta serie al Sandvikens IF, dove è rimasto per i successivi due anni e mezzo, conquistando anche la promozione in Division 1 al termine della prima metà stagione in biancorosso. Durante questa parentesi, nell'agosto del 2012 ha giocato in Coppa di Svezia contro il Malmö FF: in quella partita ha catturato l'attenzione di Jörgen Pettersson, all'epoca assistente allenatore degli azzurri, il quale nel 2013 decise di portare Stadler con sé nella sua nuova avventura al Landskrona BoIS nel campionato di Superettan.
L'annata della squadra si è conclusa con una retrocessione in terza serie, ma l'attaccante statunitense ha comunque iniziato la stagione seguente a Landskrona.
Stadler ha ritrovato il campionato di Superettan a metà stagione, con l'ingaggio dell'emergente Östersund. Ha terminato la stagione 2015 con 2 reti in 11 partite, facendo così parte della rosa che ha conquistato la prima promozione in Allsvenskan nella storia del club. Il campionato 2016 è stato, oltre che per i rossoneri, il primo disputato nella massima serie anche dallo stesso Stadler. Il bottino stagionale è stato di 3 gol in 21 presenze.
Libero da vincoli contrattuali per non aver ricevuto il rinnovo dall'Östersund, si è legato per due anni al Dalkurd, con cui ha ottenuto la seconda promozione in Allsvenskan della sua carriera grazie al 2º posto nella Superettan 2017. Nel 2018 ha disputato la seconda stagione in Allsvenskan della sua carriera – dopo quella 2016 con i colori dell'Östersund – ma l'annata si è conclusa con la discesa immediata del Dalkurd in Superettan.
Stadler ha continuato a giocare nel campionato di Superettan ma nuove maglie, rispettivamente quella del neopromosso Syrianska nel 2019 e del neopromosso Akropolis dal 2020 con un contratto biennale. Al termine del suo secondo e ultimo anno in biancoblu, la squadra è retrocessa in terza serie.
In terza serie Stadler è poi tornato a giocare, ma con i colori del Vasalund, squadra anch'essa appena retrocessa dalla Superettan dell'anno precedente. Al termine di quella stagione, chiusa dalla squadra al terzo posto in Ettan 2022 Norra, si è ritirato dal calcio giocato all'età di 34 anni.